# Rivière Tuttutuuq
Der Rivière Tuttutuuq ist ein 102 km langer Zufluss der Ungava Bay im Norden der kanadischen Provinz Québec.

## Flusslauf
Der Rivière Tuttutuuq hat seinen Ursprung in dem etwa 300 m hoch gelegenen See Lac Sivulijartalik. Er fließt in überwiegend nördlicher Richtung durch den Nordosten der Labrador-Halbinsel. Dabei durchfließt er die Seen Lac Treillet und Lac Ikkarujaq. Östlich des Rivière Tuttutuuq verläuft der Rivière Qurlutuq, westlich der Rivière Marralik. 20 km oberhalb seiner Mündung durchfließt der Fluss den langgestreckten See Lac Tuttutuuq, der eine Flussverbreiterung darstellt.
Schließlich mündet der Rivière Tuttutuuq 100 km nordöstlich von Kuujjuaq in die Baie Alukpaluk, einer Bucht an der Südküste der Ungava Bay. Die Flusslänge beträgt 93 km. Das Einzugsgebiet umfasst 1841 km².

## Namensgebung
Der Flussname leitet sich aus dem Inuit-Wort Tuttutuup ab, das „Ort der Karibus“ bedeutet. Früher trug der Fluss den Namen Rivière Tuctuc. Es gibt noch weitere Namensformen wie Tuktuk, Tuktokuk und Tuktukuk.